# Kamba Sandra, Gubbi
Kamba Sandra là một làng thuộc tehsil Gubbi, huyện Tumkur, bang Karnataka, Ấn Độ.